# Recopa Sudamericana 2014
Dvacátý druhý ročník Recopa Sudamericana byl odehrán ve dnech 16. července a 23. července 2014. Ve vzájemném dvouzápase se střetli vítěz Poháru osvoboditelů v ročníku 2013 – Atlético Mineiro a vítěz Copa Sudamericana v ročníku 2013 – CA Lanús.

## 1. zápas
| 16. července 2014 |        |                  |                                                                       |
| CA Lanús          | 0 : 1  | Atlético Mineiro | Estadio Ciudad de Lanús, Lanús diváci: 12.000 rozhodčí: Antonio Arias |
|                   | report | 65' Tardelli     | Estadio Ciudad de Lanús, Lanús diváci: 12.000 rozhodčí: Antonio Arias |

## 2. zápas
| 23. července 2014                                             |                   |                                 |                                                                           |
| Atlético Mineiro                                              | 4 : 3 (po prodl.) | CA Lanús                        | Estádio Mineirão, Belo Horizonte diváci: 54.786 rozhodčí: Roberto Silvera |
| Tardelli 6' Maicosuel 37' Gustavo 102' (vl.) Ayala 111' (vl.) | report            | 8' Ayala 26' Silva 90+3' Acosta | Estádio Mineirão, Belo Horizonte diváci: 54.786 rozhodčí: Roberto Silvera |

## Vítěz
| Recopa Sudamericana 2014 Clube Atlético Mineiro (1. vítězství) |